# 南部利文
南部 利文（なんぶ としふみ、1970年4月8日 - ）は、南部家の第46代当主。東北銀行非常勤監査役。後陽成天皇の男系十一世子孫である。
弟に利忠（1971年6月16日生）がいる。

## 経歴・人物
第44代当主南部利英の長男・南部利久の子として生まれた。父の利久は学習院大学卒業後ラサ工業に入社し、同社盛岡営業部を中心に活動していた。父が早世しまもなく祖父利英も死去したため、叔父の南部利昭が第45代当主となったが、2009年に利昭が死去したことに伴い南部家第46代当主となる。2010年には盛岡市において利文の帰郷を祝う会が開かれ、盛岡市長谷藤裕明ほか総勢300人が参加した。
その後は盛岡市内のイベントや祭りにも参加し、東日本大震災の際は被災者の見舞いのため県内を周っている。マイルチャンピオンシップ南部杯では毎年正賞である南部杯盾の授与を務めている。2015年に行われた宮古港開港400周年記念行事では藩政期の装束を纏った平成・南部藩の首長らと共に参加した。
祖父が設立した南部恒産代表取締役や有限会社オリックスセラミック代表取締役を務める実業家であり、また岩手日英協会会長、日本ボーイスカウト岩手連盟連盟長、岩手ゴルフ倶楽部理事長、日本ビリヤード協会 東北支部 東北ビリヤード連盟会長等、県内の各種団体の要職も務めている。
妻は亜由子。